# Nazionale maschile di pallacanestro di Capo Verde
La nazionale di pallacanestro di Capo Verde è la rappresentativa cestistica di Capo Verde ed è posta sotto l'egida della Federaçao Caboverdiana de Basquetbol.
Nel 2023 si è qualificata per la prima volta in assoluto per il Campionato mondiale maschile di pallacanestro. Si tratta della più piccola nazione ad aver mai centrato questo traguardo. Nella seconda partita del girone eliminatorio ha centrato la sua prima storica vittoria nella fase finale di un mondiale, sconfiggendo il Venezuela. Viene comunque eliminata al primo turno.

## Piazzamenti

### Campionati del mondo
- 2023 - 28°

### Campionati africani
- 1997 - 7°
- 1999 - 9°
- 2007 -  3°
- 2009 - 13°
- 2013 - 6º

- 2015 - 10°
- 2021 - 4°

## Formazioni

### Campionati del mondo
Campionato mondiale maschile di pallacanestro 20230 Lima, 5 DaRosa, 6 I. Almeida, 7 Mendonça, 8 Correia, 9 J. Almeida, 10 Mendes, 13 Wi. Tavares, 15 Coronel, 16 K. Gomes, 21 B. Gomes, 22 Wa. Tavares,        All. Emanuel Trovoada

### Campionati africani
Campionato africano maschile di pallacanestro 19974 Cabral, 5 Monteiro, 6 Ferreira, 7 Semedo, 8 Correia, 9 Fortes, 10 Silva, 11 A. Tavares, 12 H. Tavares, 13 Timas, 14 Lopes, 15 Lima,        All. -
Campionato africano maschile di pallacanestro 19994 Cabral, 5 Monteiro, 6 Ferreira, 7 Semedo, 8 Correia, 9 Fortes, 10 Er. Silva, 11 Tavares, 12 Moreira, 13 Timas, 14 Barbosa, 15 En. Silva,        All. -
Campionato africano maschile di pallacanestro 20074 Moreira, 5 Sanches, 6 Cabral, 7 Semedo, 8 Correia, 9 Monteiro, 10 Houtman, 11 Lima, 12 Neves, 13 Fortes, 14 Barros, 15 Mascarenhas,        All. Emanuel Trovoada
Campionato africano maschile di pallacanestro 20094 Xavier, 5 Cipriano, 6 I. Almeida, 7 Mendoça, 8 Correia, 9 J. Almeida, 10 Houtman, 11 Lima, 12 Neves, 13 De Pina, 14 Andrade Faty, 15 Mascarenhas,        All. Alex Nwora
Campionato africano maschile di pallacanestro 20134 Akanda-Coronel, 5 DaRosa, 6 Oliver, 7 Freire, 8 Correia, 9 Gomes, 10 Mendes, 11 Lima, 12 Tavares, 13 Rudolph Jr., 14 Coronel, 15 Mascarenhas,        All. Alex Nwora
Campionato africano maschile di pallacanestro 20154 Akanda-Coronel, 5 Xavier, 6 I. Almeida, 7 Freire, 8 Correia, 9 J. Almeida, 10 Mendes, 11 Mendonça, 12 Gomes, 13 Rudolph Jr., 14 Coronel, 15 Mascarenhas,        All. Luís Magalhães
Campionato africano maschile di pallacanestro 20210 Lima, 5 Xavier, 6 I. Almeida, 7 Mendonça, 8 Correia, 9 J. Almeida, 10 Mendes, 11 Abreu, 13 Condé, 14 Lopes, 15 Coronel, 22 Tavares,        All. Emanuel Trovoada
Campionato africano maschile di pallacanestro 20250 Lima, 1 Delgado, 2 Wi. Tavares, 3 Sanches, 4 K. Gomes, 6 I. Almeida, 8 Correia, 9 J. Almeida, 10 Mendes, 14 Lopes, 21 B. Gomes, 22 Wa. Tavares,        All. Emanuel Trovoada